# Reggenza di Tanggamus
La reggenza di Tanggamus (in indonesiano: Kabupaten Tanggamus) è una reggenza dell'Indonesia, situata nella provincia di Lampung.